# Крістіан Палькович
Крістіан Палькович (угор. Palkovics Krisztián; народився 10 липня 1975 у м. Секешфегервар, Угорщина) — угорський хокеїст, правий нападник.  
Вихованець хокейної школи «Альба Волан» (Секешфегервар). Виступав за «Альба Волан» (Секешфегервар).
У складі національної збірної Угорщини провів 189 матчів; учасник чемпіонатів світу 1993 (група C), 1994 (група C), 1995 (група C), 1996 (група C), 1997 (група C), 1998 (група C), 1999 (група B), 2000 (група C), 2001 (дивізіон I), 2002 (дивізіон I), 2003 (дивізіон I), 2004 (дивізіон I), 2005 (дивізіон I), 2006 (дивізіон I), 2007 (дивізіон I), 2008 (дивізіон I), 2009, 2010 (дивізіон I) і 2011 (дивізіон I). У складі молодіжної збірної Угорщини учасник чемпіонатів світу 1993 (група C), 1994 (група C) і 1995 (група C). У складі юніорської збірної Угорщини учасник чемпіонатів світу 1992 (група C) і 1993 (група B).
Чемпіон Угорщини (1999, 2001, 2003, 2004, 2005, 2006, 2007, 2008, 2009, 2010).